# 吳芷寧
吳芷寧（1984年11月30日—），香港電台記者及英語新聞節目主播、前香港新聞從業員、主播及記者，香港大學新聞學學士首屆畢業生。入讀香港大學前，就讀聖保祿學校、香港李寶椿聯合世界書院及紐約大學。
吳芷寧曾在Star World的Star News Asia工作，後來在2008年加入無綫電視新聞及資訊部，初時主要職務是出外採訪，並偶爾亦負責主持明珠台的《天氣報告》、《新聞提要》及《環球金融速遞》環節。2009年12月5日开始擔任《晚间新闻》及《財經速遞》主播。她曾與Jenny Lam及Sonya Artero交替擔任《七点半新闻报道》主播，及擔任《2009香港大事回顧》（Hong Kong Review 2009）主持。2010年1月9日晚上，油麻地廟街發生高空投擲腐蝕性液體事件，吳芷寧首次為粵語新聞台互動新聞台兩度進行現場電話報道。
吳芷寧在2012年2月14日的《財經速遞》及《晚间新闻》完結後，離開無綫電視，轉往建造業議會任企業傳訊工作，2013年4月重返新聞界，加入香港電台。